# Institutsgebäude für Landtechnik Dresden

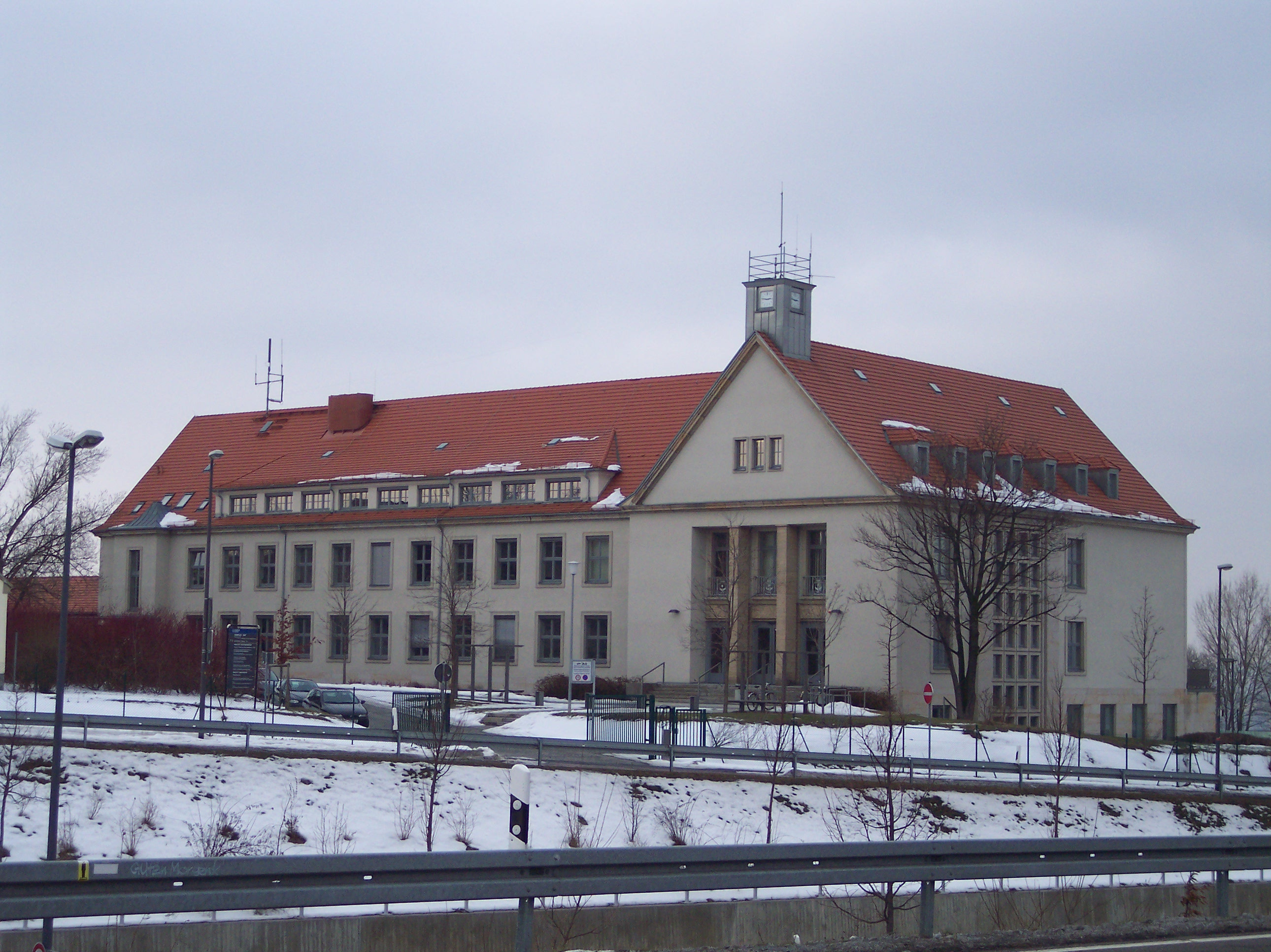
Institutsgebäude für Landtechnik

Das Institutsgebäude für Landtechnik an der Bergstraße 120 in Dresden ist ein Beispiel für den sozialistischen Klassizismus in Dresden.

## Beschreibung
Das Gebäude wurde 1956/59 von dem Architekten Kurt Bärbig errichtet. Es ist ein zweigeschossiges Lehrgebäude mit Kopfbau von 3018 Quadratmetern Nutzfläche. Der Nordflügel bietet einen Hörsaal für 250 Studierende. Es wurde in „traditioneller Bauweise“ mit einer „Sandstein-Putzfassade“ und einem steilen Satteldach errichtet. Der Haupteingang ist mit einer „Säulenanordnung“ geschmückt.
Heute beherbergt das Gebäude das "Zentrum für Integrierte Naturstofftechnik" der TU Dresden.